# Inonotus ulmicola

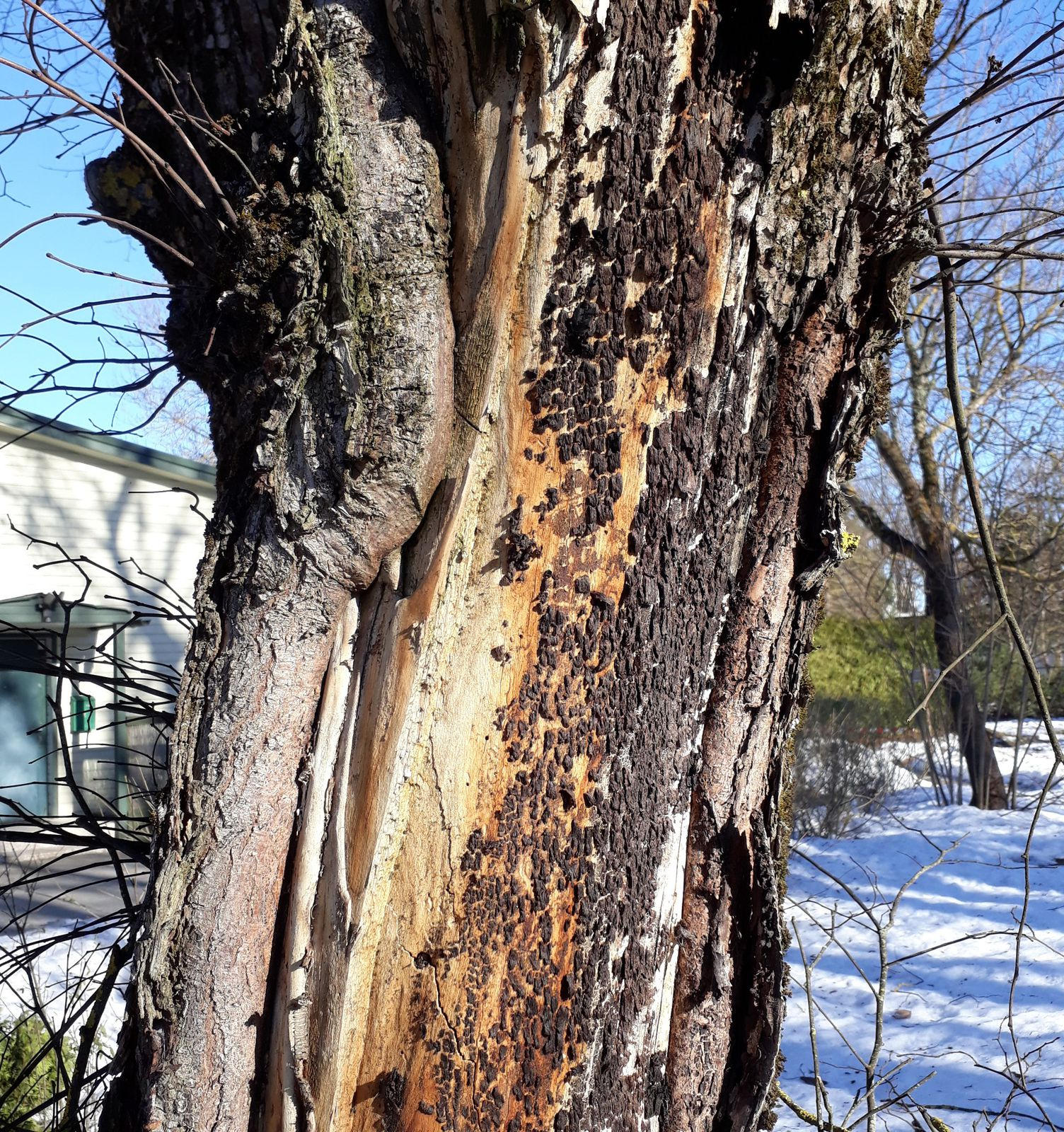

Inonotus ulmicola Corfixen – gatunek grzybów z rzędu szczeciniakowców (Hymenochaetaceae).

## Systematyka i nazewnictwo
Pozycja w klasyfikacji według Index Fungorum: Inonotus, Hymenochaetaceae, Hymenochaetales, Agaricomycetidae, Agaricomycetes, Agaricomycotina, Basidiomycota, Fungi.
Takson ten w 1990 r. opisał Peer Corfixen na wiązie w Szwecji. Synonim: Phaeoporus ulmicola (Corfixen) Spirin, Zmitr. & Malysheva 2006:

## Występowanie i siedlisko
Opisano występowanie Inonotus ulmicola tylko w niektórych miejscach w Europie; głównie w południowej części Szwecji, w Estonii i Finlandii. Jego rozprzestrzenienie nie jest dokładnie znane. Przyjmuje się, że występuje głównie w niektórych krajach północnej Europy, w pozostałych jest rzadki. W Polsce jedyne stanowisko podał Tuomi Niemelä w Puszczy Białowieskiej w 1990 r.
Grzyb nadrzewny, huba, saprotrof i pasożyt. Występuje na wiązach. Rozwija się pod ich korą i staje się widoczny dopiero po jej odpadnięciu. Gdy drzewo raz zostanie zainfekowane, grzyb rozwija się w nim cały czas, ostatecznie doprowadzając do jego obumarcia.

## Morfologia
Owocnik
Jednoroczny, szeroko rozpostarty, brązowy lub czerwonobrązowy, w stanie suchym mięsisty, po wysuszeniu twardy. Pory rurek w kolorze tytoniowym, pokryte nalotem zarodników, okrągłe lub mniej więcej kanciaste w liczbie od 4 do 6 na milimetr. Tworzą warstwę o grubości od 1 do 3 mm. Subikulum czerwonawo-brązowe, w stanie świeżym mięsiste, po wysuszeniu gęste, kruche. Ma grubość od 1 do 2 mm.
Cechy mikroskopowe
Strzępki przezroczyste do rdzawobrązowych, z cienkimi lub nieco pogrubionymi ścianki. W subikulum mają szerokość od 2 do 6 μm. W hymenium liczne, ciemnobrązowe, grubościenne cystydy (również uważane za szczecinki) o długości 15–30 μm i szerokości 4–9 μm. Występują również strzępki strukturalne i sterylne o grubszej ścianie i ciemnobrązowym kolorze. Podstawki bez sprzążek o wymiarach 12–16 × 7–9 μm. Zarodniki gładkie, szkliste do bladożółtych, elipsoidalne lub prawie kuliste o wymiarach 6,5–10 × 5,5–7 μm.

## Gatunki podobne
Inonotus ulmicola morfologicznie, genetycznie i biologicznie jest bardzo podobny do błyskoporka podkorowego Inonotus obliquus. Różni się od niego jedynie obecnością w hymenium cystyd (również uważanych za szczecinki) o bardzo dużych rozmiarach, oraz tym, że nie wytwarza jak błyskoporek podkorowy rakowatej narośli. Odróżnia się ponadto żywicielem; rozwija się na wiązach, zaś błyskoporek podkorowy na brzozach i bukach